# Antonio Cotán
Antonio Jesús Cotán Pérez (Olivares, provincia de Sevilla, 19 de septiembre de 1995), más conocido como Cotán, es un futbolista español. Juega en la posición de centrocampista en el C. D. Tudelano de la Segunda Federación.

## Trayectoria deportiva
El jugador nació en Olivares, pueblo a 20 kilómetros de la ciudad hispalense, y desde niño lleva llamando la atención de los clubes más poderosos de Europa. Cotán recibió una oferta en el año 2011 del Liverpool, que le puso encima de la mesa una oferta mareante. El Sevilla FC, rápido en la gestión y tras la marcha del también canterano Antonio Luque a Italia por una oferta del Inter de Milán, le propuso la renovación, la cual aceptó, para que se siguiese formando en la cantera sevillista.
Años después, firmó un contrato hasta el 2016, a pesar de tener ofertas del Real Madrid y del Barcelona, clubes que se han puesto en contacto recientemente con el agente del futbolista, Álvaro Torres, para estudiar las opciones de que Cotán se foguee en sus respectivos filiales.
El 8 de agosto se hizo oficial su fichaje del por el club pucelano hasta julio de 2019. El Sevilla F. C. se guardó una opción de tanteo sobre el jugador durante dos años. El último día del mercado de invierno de la temporada 18-19, el Gimnàstic de Tarragona lo fichó por lo que restaba de temporada y otra más opcional. En julio de 2019 decidió salir de España y firmó con el Roda JC Kerkrade neerlandés por dos temporadas.
El 3 de septiembre de 2020 se oficializó su fichaje por el C. D. Numancia, volviendo así a España tras su breve paso por la Eerste Divisie. En su primer año el equipo descendió a Segunda División RFEF. A pesar de ello, siguió en el club y consiguieron ascender a la Primera Federación. Estuvo una tercera campaña antes de continuar su carrera en la U. D. Melilla y el C. D. Tudelano.

## Clubes
| Club                   | País         | Año       |
| ---------------------- | ------------ | --------- |
| Sevilla Atlético       | España       | 2013-2017 |
| Real Valladolid C. F.  | España       | 2017-2019 |
| Gimnàstic de Tarragona | España       | 2019      |
| Roda JC Kerkrade       | Países Bajos | 2019-2020 |
| C. D. Numancia         | España       | 2020-2023 |
| U. D. Melilla          | España       | 2023-2024 |
| C. D. Tudelano         | España       | 2024-     |

## Palmarés

### Títulos internacionales
| Título                 | Club          | País   | Año     |
| ---------------------- | ------------- | ------ | ------- |
| Liga Europa de la UEFA | Sevilla F. C. | Italia | 2013-14 |